# Congresso Regional de Camponeses, Trabalhadores e Insurgentes
Os Congressos Regionais de Camponeses, Trabalhadores e Insurgentes representavam a "forma mais elevada de autoridade democrática" dentro do sistema político da Makhnovshchina. Eles reuniam delegados da região camponesa, trabalhadores industriais e soldados insurgentes, que discutiam as questões em pauta e levavam suas decisões de volta para as assembleias populares locais.

## Contexto
Após a Revolução de Fevereiro, uma série de congressos camponeses provinciais começaram a ser realizados em toda a Ucrânia. Em maio e julho de 1917, Nestor Makhno foi ele próprio um delegado nos congressos camponeses em Oleksandrivsk, onde ficou desiludido com a política partidária, devido ao domínio do Partido Socialista-Revolucionário e à tendência para discussão e debate, sem ações concretas. Em agosto de 1917, Makhno participou do Primeiro Congresso Provincial de Soviets e Uniões Camponesas, realizado em Katerynoslav, mas encontrou problemas semelhantes, apesar de notar a mudança geral do campesinato em direção à política de esquerda. Em 8 de outubro [[[Data de estilo antigo|O.S.]] 25 de setembro] de 1917, um congresso regional foi realizado em Huliaipole para buscar a reforma agrária, resultando na confiscação de todas as propriedades privadas e sua transferência para a propriedade pública. Em dezembro de 1917, Makhno participou de outro Congresso Provincial de Soviets em Katerynoslav, durante o qual mediou com sucesso uma disputa entre a maioria de nacionalistas ucranianos e a minoria de socialistas revolucionários no Congresso.
Após a Revolução de Outubro, hostilidades crescentes entre nacionalistas e socialistas desencadearam uma guerra civil na Ucrânia. Em 22 de dezembro de 1918, um Congresso Provincial de Soviets deveria se reunir em Kharkiv, mas foi proibido pelo nacionalista ucraniano Petro Bolbochan. Outras eleições soviéticas resultaram em combates nas ruas entre nacionalistas e socialistas. O avanço do Exército Popular Ucraniano eventualmente empurrou os insurgentes de Nestor Makhno de volta para a região ao redor de Huliaipole, onde se reagruparam e resolveram organizar uma série de congressos. Em 3 de janeiro de 1919, Viktor Bilash convocou um congresso insurgente em Polohy, durante o qual quarenta delegados das unidades insurgentes resolveram reorganizar seus destacamentos e elegeram um comando operacional, com Bilash à frente como chefe do estado-maior. Enquanto isso, os makhnovistas também começaram a organizar outro congresso, que reuniria delegados da região camponesa, trabalhadores industriais e insurgentes.

## Primeiro Congresso (janeiro de 1919)
Com a Makhnovshchina presa entre as frentes avançadas dos nacionalistas ucranianos no norte e o movimento branco no sul, decidiu-se convocar um Congresso Geral para discutir e agir sobre a situação. Em 23 de janeiro de 1919, o Primeiro Congresso de Camponeses, Trabalhadores e Insurgentes foi realizado em Dibrivka. Ele reuniu 100 delegados, cada um representando seus próprios distritos ou unidades insurgentes, a maioria dos quais eram provenientes das fileiras dos Socialistas-Revolucionários de Esquerda e da União dos Socialistas-Revolucionários Maximalistas. Presidido pelo camponês local Holovko, a discussão foi unicamente sobre o fortalecimento das linhas de frente contra os nacionalistas ucranianos e o movimento branco.
Como resultado, o Congresso convocou uma mobilização voluntária de veteranos da Primeira Guerra Mundial e nomeou uma delegação com a tarefa de garantir a libertação de camponeses conscritos do serviço no Exército Popular Ucraniano (UPA) e no Exército Voluntário. Os esforços de propaganda da delegação levaram a deserções em massa do UPA, permitindo que os insurgentes capturassem várias áreas controladas por nacionalistas, incluindo as cidades de Kharkiv, Katerynoslav e Luhansk. Muitas dessas cidades foram subsequentemente ocupadas pelo Exército Vermelho, que estabeleceu a República Socialista Soviética Ucraniana como a principal potência da região. Holovko descobriu logo após o Congresso que Viktor Bilash, sem primeiro comunicar a decisão ao Primeiro Congresso Regional, havia enviado Oleksiy Chubenko para formar uma aliança com o Exército Vermelho.
O Primeiro Congresso concluiu nomeando uma comissão de cinco membros para convocar a próxima sessão do Congresso.

## Segundo Congresso (fevereiro de 1919)
O estabelecimento da República Socialista Soviética Ucraniana trouxe consigo uma burocracia de cima para baixo, marginalizando o poder dos Sovietes locais e trazendo o comunismo autoritário de cima para baixo dos bolcheviques em conflito com o comunismo libertário de baixo para cima dos makhnovistas. Apesar do conflito político, a situação militar começava a melhorar, o que levou Holovko a convocar um Segundo Congresso.
Em 12 de fevereiro de 1919, o Segundo Congresso Regional de Camponeses, Trabalhadores e Insurgentes foi realizado em Huliaipole. Ele reuniu 245 delegados, representando 350 distritos entre eles. Com Nestor Makhno eleito presidente honorário do Congresso, uma delegação da capital soviética de Kharkiv fez seu relatório sobre as negociações com o governo soviético ucraniano, declarando que os bolcheviques "não tinham intenção de abrir hostilidades contra o movimento makhnovista." O Congresso então debateu a questão dos "sovietes livres" e se eles eram compatíveis com um estado unipartidário, com representantes do Nabat e dos Socialistas-Revolucionários de Esquerda condenando as ações dos bolcheviques para monopolizar o controle sobre os Sovietes. O delegado de Novopavlovsk, Ivan Chernoknizhny, fez um discurso denunciando o governo soviético ucraniano e o regime de partido único:

"O governo provisório ucraniano permaneceu, primeiro em Moscou e depois em Kursk, até que os trabalhadores e camponeses da Ucrânia libertaram o território dos inimigos. [...] Agora que o inimigo está vencido [...] algum governo aparece entre nós descrevendo-se como bolchevique e visando impor sua ditadura partidária sobre nós. Isso deve ser tolerado? [...] Somos insurgentes apartidários e nos revoltamos contra todos os nossos opressores; não toleraremos uma nova escravidão, não importa de onde ela venha!"
O Congresso, portanto, aprovou uma resolução, em desafio ao governo bolchevique, que declarava sua intenção de estabelecer um regime de "sovietes livremente eleitos e antiautoritários". Com o objetivo declarado de "defender a terra, a verdade e a liberdade", o Congresso convocou "seus camaradas camponeses e trabalhadores a empreender por seus próprios esforços a construção de uma nova sociedade livre em seu local, sem decretos tirânicos e ordens, e em desafio a tiranos e opressores em todo o mundo: uma sociedade sem latifundiários dominantes, sem escravos subordinados, sem ricos ou pobres".
O Segundo Congresso concluiu com a eleição de um Conselho Revolucionário Militar (VRS), que atuaria como o executivo no intervalo entre as sessões do Congresso. Também foi estabelecida uma seção de abastecimento para distribuir suprimentos em toda a frente e foi convocada uma "mobilização voluntária geral e igualitária" de trabalhadores e combatentes, para garantir que as tarefas agrícolas essenciais continuassem e que uma força de milícia com uma estrutura de comando centralizada fosse estabelecida. Sobre a questão da reforma agrária, o Congresso convocou a formação de comitês de terra locais para redistribuir terras de propriedade privada, junto com sementes e outros materiais, para camponeses pobres e sem-terra.
O resultado do Segundo Congresso foi a continuação do pacto militar com o Exército Vermelho, mantendo ao mesmo tempo uma postura adversarial em relação às políticas do Partido Bolchevique. Apesar disso, a liderança bolchevique tomou o pacto militar como um reconhecimento formal do governo soviético ucraniano, o que preparou o terreno para o aumento das tensões entre as duas facções. Poucos dias após o fim do Congresso, os destacamentos insurgentes makhnovistas foram incorporados à 1ª Divisão Soviética Ucraniana de Zadneprovsk, com o próprio Nestor Makhno assumindo o comando da 3ª Brigada.

## Terceiro Congresso (abril de 1919)
Com os bolcheviques tentando integrar ainda mais a Makhnovshchina na República Socialista Soviética Ucraniana, a aliança militar entre as duas facções continuou a se manter, apesar das divisões políticas. Foi nesse contexto que o Conselho Revolucionário Militar convocou o Terceiro Congresso Regional de Camponeses, Trabalhadores e Insurgentes, a ser realizado em Huliaipole em 10 de abril de 1919. Ele reuniu delegados de 72 distritos, que juntos representavam mais de 2 milhões de pessoas, para tratar das questões civis e militares do dia. Uma das resoluções adotadas pelo Terceiro Congresso foi a eleição livre de comandantes de unidades dentro do Exército Insurgente, ao mesmo tempo recomendando que aqueles com experiência militar, como veteranos da Primeira Guerra Mundial, fossem preferidos para essas posições.
Outras resoluções adotadas pelo Terceiro Congresso resultaram na aprovação de uma plataforma especificamente anarquista para a Makhnovshchina, rejeitando a "ditadura do proletariado", negando a legitimidade do Congresso de Toda a Ucrânia dos Sovietes e pedindo a liquidação de todos os sovietes controlados pelo Partido Bolchevique. Esse endosso do "socialismo anti-estatal" resultou em uma rápida reação dos bolcheviques, que baniram o congresso. Perto do final da sessão do Congresso, um telegrama chegou de Pavel Dybenko, que declarou o Congresso "contrarrevolucionário" e declarou seus organizadores como fora-da-lei, ameaçando-os com "as medidas repressivas mais rigorosas." Os delegados enviaram uma resposta indignada, informando-o para que propósito e sob qual poder o Terceiro Congresso havia sido convocado. Assumindo que Dybenko estivesse ignorante do contexto, o Congresso apontou que havia surgido por meio de um processo iniciado pela Makhnovshchina, em um momento em que o Exército Vermelho ainda não havia chegado à Ucrânia. Os delegados concluíram sua mensagem perguntando a Dybenko:

"Podem existir leis feitas por algumas pessoas que se autodenominam revolucionárias, leis que lhes permitem declarar em massa pessoas que são mais revolucionárias do que elas mesmas?"
O Congresso prometeu continuar suas atividades sem interrupção, considerando-se responsável "pela responsabilidade que o povo delegou sobre seus ombros."

## Quarto Congresso Planejado (junho de 1919)
Com as tensões entre os makhnovistas e bolcheviques começando a chegar ao auge, em 31 de maio de 1919, o Conselho Revolucionário Militar decidiu convocar um Quarto Congresso Regional Extraordinário de Camponeses, Trabalhadores e Insurgentes. Ele deveria reunir delegados de 90 distritos, nas províncias de Donetsk, Katerynoslav, Kharkiv, Kherson e Taurida. Cada delegado congressual deveria representar 3 000 trabalhadores ou camponeses, com representantes também sendo escolhidos de cada unidade insurgente do Exército Vermelho e outros do estado-maior insurgente geral, permitindo ainda que partidos políticos pró-soviéticos enviassem um delegado para cada um de seus distritos. A convocação declarava que "apenas as massas trabalhadoras podem encontrar uma solução, e não partidos ou indivíduos". A agenda do Congresso incluía:
1. Relatórios do comitê executivo do Conselho Revolucionário Militar e dos delegados dos comitês executivos distritais
2. negócios em andamento
3. propósito, significado e tarefas do conselho regional de Huliaipole
4. reorganização do Conselho Revolucionário Militar regional
5. organização das tarefas militares na região
6. a questão das provisões
7. a questão agrária
8. a questão financeira
9. as uniões de trabalhadores camponeses e trabalhadores
10. segurança pública
11. o exercício da justiça na região
12. outros assuntos.

O Quarto Congresso Regional deveria ser realizado em Huliaipole, em 15 de junho de 1919, mas acabou não acontecendo. O Comitê Executivo Central de Toda a Ucrânia aprovou uma resolução contra a convocação do Quarto Congresso, exigindo que o Conselho dos Comissários do Povo "tomasse medidas implacáveis e resolutas" para impedir a realização do Congresso. O político bolchevique Dmitry Lebed chegou a afirmar que a convocação do Quarto Congresso tinha a intenção de separar a "república libertária de Makhnovia" da República Socialista Soviética Ucraniana.
A essa altura, Leon Trotsky já estava criticando ferozmente a Makhnovshchina e declarou-se relutante em aceitar que um Quarto Congresso Regional fosse realizado. Em 4 de junho, ele emitiu a Ordem nº 1824, na qual afirmava que o Congresso era "totalmente dirigido contra o poder soviético na Ucrânia". Ele, portanto, ordenou a proibição do Congresso, considerando a participação nele como equivalente a alta traição e ordenou a prisão e conselho de guerra de todos os delegados congressuais. Em 6 de junho, Trotsky especificou que a punição para a participação no congresso proibido era a execução por fuzilamento. Em pouco tempo, vários camponeses pegos discutindo o Congresso foram levados perante o tribunal revolucionário do 14º Exército e executados. A própria Huliaipole enfrentou uma série de ataques do Exército Vermelho e dos Cossacos Brancos, que impediram definitivamente a realização do Congresso.
Considerando a proibição do Congresso como uma "violação direta e descarada dos direitos dos trabalhadores", Nestor Makhno renunciou ao comando da 7ª Divisão Soviética Ucraniana, reafirmando seu compromisso com o "direito inalienável dos trabalhadores e camponeses, um direito conquistado pela revolução, de organizar por si mesmos congressos para discutir e decidir sobre seus assuntos privados e gerais". Nas semanas subsequentes, ainda mais pessoas foram presas e executadas por apoiarem o Quarto Congresso, incluindo membros do estado-maior geral makhnovista e vários camponeses de Huliaipole.

## Quarto Congresso (outubro de 1919)
Após a vitória insurgente sobre o movimento branco, a Makhnovshchina experimentou um rápido crescimento. As populações locais do território insurgente ocupado foram convidadas a eleger seus próprios delegados dos sindicatos e sovietes para um congresso regional, que determinaria como resolver as questões em pauta.

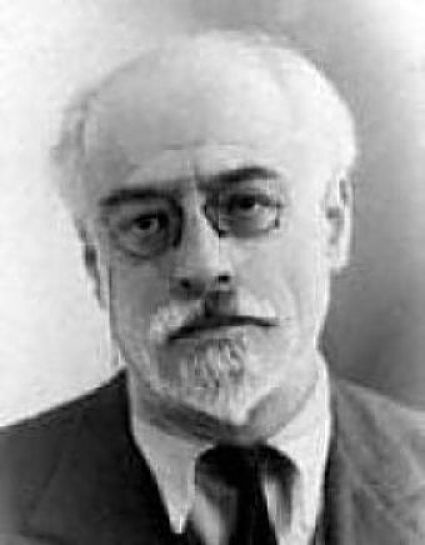
Volin, presidente do Quarto Congresso Regional de Camponeses, Trabalhadores e Insurgentes.

De 27 de outubro a 2 de novembro de 1919, um Quarto Congresso Regional de Camponeses, Trabalhadores e Insurgentes foi realizado em Oleksandrivsk. Ele reuniu 300 delegados que representavam aproximadamente 3.000 pessoas cada, incluindo 180 delegados camponeses, 20 delegados trabalhadores e 100 delegados de unidades insurgentes e várias "organizações revolucionárias de esquerda", com Volin sendo eleito presidente do Congresso. Durante a eleição de delegados, os makhnovistas proibiram a representação oficial para partidos políticos e recusaram permitir qualquer campanha eleitoral prévia, uma questão que viu uma intervenção de membros dos Socialistas-Revolucionários de Esquerda, que temiam que "contrarrevolucionários" acabassem sendo eleitos. Na agenda do Congresso estava:
1. Organização do exército insurgente;
2. Reorganização dos arranjos de abastecimento;
3. Organização de uma comissão para convocar um congresso subsequente e conferências sobre as questões de construção social e econômica;
4. Negócios em andamento.

Em primeiro lugar, o Congresso convocou uma mobilização "voluntária" de jovens para o Exército Insurgente, onde os jovens de 18 a 25 anos seriam enviados para a frente e os de 25 a 45 anos realizariam a autodefesa de seus distritos locais. O Congresso então decidiu que as provisões do Exército Insurgente seriam obtidas de suprimentos capturados em batalha, requisições dos ricos e contribuições voluntárias dos camponeses. O Congresso também criou um "serviço médico freelance" para cuidar dos insurgentes feridos e doentes e estabeleceu uma investigação para apurar abusos de poder pelo serviço de segurança makhnovista, que estava sendo acusado de prisões arbitrárias, execuções e torturas. Após isso, o Congresso nomeou uma comissão para a preparação de novos congressos e conferências, a fim de reconstruir a economia da região e a sociedade em geral.
No último dia, a questão dos "sovietes livres" foi levantada por Volin e Nestor Makhno, com o Congresso adotando uma resolução que convocava a imediata construção de "sovietes livres". Isso foi contestado por delegados dos mencheviques e do Partido Socialista-Revolucionário, que apoiavam uma Assembleia Constituinte, à qual Makhno respondeu denunciando-os como "contrarrevolucionários", levando 11 delegados sindicais a abandonar o Congresso em protesto. A questão dos "sovietes livres" também foi contestada pelos delegados bolcheviques presentes, com um aproveitando a oportunidade para denunciar a anarquia em sua totalidade. No entanto, os bolcheviques não pressionaram mais a questão e um de seus membros do partido foi até eleito para o Conselho Revolucionário Militar. Makhno foi posteriormente forçado a esclarecer seus comentários sobre os delegados mencheviques e SR, publicando uma carta aberta em O Caminho para a Liberdade, na qual reiterava sua oposição a uma Assembleia Constituinte, acusando os delegados em questão de trabalharem para Anton Denikin.
Outras resoluções aprovadas no Congresso de Oleksandrivsk incluíam uma que proibia a embriaguez entre os insurgentes armados, sob pena de execução por fuzilamento, e outra que aplicava uma expropriação contra os bancos locais e a burguesia, resultando na apreensão e redistribuição de milhões de rublos. Planos também foram feitos para convocar um Quarto Congresso Regional definitivo de Camponeses, Trabalhadores e Insurgentes em Katerynoslav em dezembro de 1919, mas isso não pôde prosseguir, pois a cidade foi atacada pelos Cossacos Brancos, forçando os insurgentes a evacuar a cidade.

## Congressos Planejados Adicionais (1920)
Com os brancos recuando para a Crimeia, em 7 de janeiro de 1920, o Exército Insurgente convocou um Congresso de Toda a Ucrânia de Trabalhadores e Camponeses para ser realizado o mais rápido possível. O Exército Insurgente chegou a se oferecer para depor as armas, caso um Congresso de Toda a Ucrânia assim o instruísse. No entanto, o avanço do Exército Vermelho na Ucrânia e a retomada das hostilidades entre os bolcheviques e os makhnovistas impediram que tal Congresso fosse realizado. Diante da invasão do Exército Vermelho, em março de 1920, o Exército Insurgente convocou os camponeses a realizar congressos clandestinos, tanto em nível distrital quanto regional, para discutir e agir sobre as questões trazidas pelo conflito renovado.
Em outubro de 1920, os bolcheviques e os makhnovistas concluíram uma aliança que encerrou as hostilidades entre os dois e concedeu aos anarquistas algum nível de autonomia. Um dos termos do Pacto Político era que os anarquistas e makhnovistas teriam o direito de participar livremente das eleições para os sovietes e se candidatar às eleições do próximo Quinto Congresso de Toda a Ucrânia dos Sovietes. O autor anarquista Peter Arshinov posteriormente insistiria que este termo do pacto foi feito "apenas como uma precaução da parte dos insurgentes contra um ataque surpresa dos bolcheviques."
Com os anarquistas novamente capazes de se organizar livremente, um Congresso Geral Anarquista foi planejado para acontecer no final de novembro de 1920 na capital soviética ucraniana de Kharkiv. Os makhnovistas também planejaram um Quinto Congresso Regional de Camponeses, Trabalhadores e Insurgentes, programando-o para ser realizado em Oleksandrivsk em novembro de 1920. No entanto, após a conclusão da Frente Sul contra o movimento branco, os combates entre makhnovistas e bolcheviques recomeçaram, fazendo com que esse Congresso também fosse abortado. O Quinto Congresso de Toda a Ucrânia dos Sovietes, no qual os anarquistas e makhnovistas haviam sido prometidos que poderiam participar, acabou ordenando uma campanha estatal contra o "banditismo", dedicada a liquidar a Makhnovshchina. Após seu exílio, Halyna Kouzmenko escreveu uma carta a Kharkiv solicitando o fim da perseguição aos makhnovistas, pedindo que lhes fosse concedido o direito de participar de congressos e sovietes, em troca de deporem suas armas. Mas esse pedido foi rejeitado pelo governo soviético ucraniano.
Após o conflito, os Congressos tornaram-se um ponto de crítica por parte de vários autores anarquistas, com alguns comparando-os a órgãos legislativos como a Assembleia Constituinte Russa e questionando "se a sociedade anarquista precisa de congressos gerais para se pronunciar sobre qualquer coisa." Um anarquista insistiu que a constituição de uma sociedade anarquista deveria ser "estabelecida apenas através dos esforços criativos das massas, grupos e indivíduos e não através da ação legislativa de congressos, mesmo que esses sejam 'apartidários'."